# Gonzalo Torres
Gonzalo Miguel Torres del Pino (Lima, 20 de mayo de 1969) es un actor, comediante, presentador de televisión, músico y locutor de radio peruano.
Empezó su carrera televisiva en la serie cómica Patacláun donde interpretó a Gonzalo "Gonzalete" González de la Gonzalera. Posteriormente presentó el programa A la vuelta de la esquina, y el espacio en radio Mañana maldita en Radio Planeta.

## Primeros años
Estudió en el Markham College. Posteriormente ingresó como músico al grupo Nosequién y los Nosecuántos, donde estuvo poco tiempo, como reemplazo de Fernando Ríos. Luego pasó al grupo La Liga del Sueño, su trampolín a la actuación. Cuando compartía escenarios con Pelo Madueño, entonces pareja de July Naters, fue invitado por ella al taller de clown de la asociación cultural Patacláun.

## Carrera musical
Gonzalo Torres es un reconocido bajista en toda la escena roquera nacional peruana, ha sido integrante de Nosequien y Los Nosecuantos y La Liga del Sueño; comenzó su carrera musical con el álbum Con el respeto que se merecen de la banda Nosequien y Los Nosecuantos, mientras que con La Liga del Sueño participó en el álbum debut “Al derecho y al revés” en 1994 junto a Pelo Madueño y Johanna San Miguel.

### Carrera con Nosequien y Los Nosecuantos
Gonzalo Torres recién había salido de la escuela Markham College y se dio con la sorpresa de que una banda estaba surgiendo en Barranco y que necesitaban un bajista, ya que su bajista original, Fernando Ríos, se retiró por un corto plazo. Aunque se quedó poco tiempo en la banda grabó un álbum de estudio llamado Con el respeto que se merecen y colaboró con él álbum recopilatorio llamado Lo mejor (todo) de… Nosequien y Los Nosecuantos y apareció en el videoclip del tema "Los Patos y Las Patas".

### Carrera con La Liga del Sueño
Tras fundarse La Liga del Sueño la banda aún no contaba con un bajista, es así como se decide contratar a Gonzalo Torres. Pelo Madueño (vocalista del grupo) se puso en contacto y le propuso un trato para unirse a la banda, Gonzalo acepta y es así que junto a él, Johanna San Miguel, Pelo Madueño y los otros miembros comienzan "La Liga del Sueño", con la que Gonzalo Torres graba el álbum Al derecho y al revés y aparece en el videoclip "Aldina".

## Discografía

### Con Nosequien y Los Nosecuantos
- Con el respeto que se merecen (1991)
- Lo mejor (todo) de… Nosequien y Los Nosecuantos (1992)

### Con La Liga del Sueño
- Al derecho y al revés (1994)

## Carrera actoral

### Televisión
En 1992, a los 24 años de edad, empezó en la actuación de manera profesional. Primero pasó por el teatro con Patacláun enrollado; luego, en 1997, llegó a la televisión con la serie Patacláun, junto a Wendy Ramos, Carlos Alcántara, Johanna San Miguel, Carlos Carlín y Monserrat Brugué. En la serie interpretó al cura Gonzalete y en un capítulo a un clon de éste llamado Jhonatan.
Acabada la serie, condujo brevemente Hora punta con Federico Salazar y Jimena de la Quintana, vía Red Global. Llegó a la radio en el año 2005, a los 37 años, presentado el programa Mañana maldita por Radio Planeta.
Ese mismo año inició otro espacio pero en la televisión, A la vuelta de la esquina por Plus TV, magacín con secuencias históricas de Lima. También prestó su voz para la película animada Piratas en el Callao. Desde el 18 de mayo de 2024 asume la conducción del programa documental Sucedió en el Perú.
- Lo mejor de nosotros (TV Perú)
- Sucedió en el Perú (TV Perú)

### Teatro
En teatro estuvo en El guía del Hermitage, El perro del hortelano, Esperando a Picasso, Morir de Amor, Noche de tontos y El método Grönholm.

### Cine
En el año 2008 actuó en las películas Un cuerpo desnudo y Cu4tro.
En 2011 tuvo un papel pequeño en la película Las malas intenciones de la cineasta Rosa García-Montero. El mismo año estrenó el unipersonal El carvernícola (Defending the Caveman de Rob Becker).
En 2013 apareció brevemente en la película Asu Mare.
En 2015 tuvo un breve cameo en Asu Mare 2.
En 2016 participó en Locos de Amor.
En 2019 tuvo participación en las películas Recontraloca y Papá x tres.
En 2021 participó en un papel pequeño en Un mundo para Julius